# 외출 (2020년 드라마)
《외출》은 2020년 5월 4일부터 2020년 5월 5일까지 tvN에서 방영된 가정의 달 특집극이다.

## 소개
친정 엄마의 도움으로 딸을 키우며 평범한 일상을 살아가던 워킹맘 정은과 가족에게 갑작스럽게 비극이 찾아온다. 그날의 진실 앞에 마주 선 엄마와 딸, 그리고 남겨진 우리 가족들의 이야기.

## 등장인물

### 주요 인물
- 한혜진 : 한정은 역 - 회사원
- 김태훈 : 이우철 역 - 정은의 남편, 순옥의 사위. 클래식 라디오 PD
- 김미경 : 최순옥 역 - 정은의 어머니

### 가족들
- 정서연 : 이유나 역 - 정은과 우철의 딸
- 이미영 : 우철 母 역
- 미상 : 우철 父 역
- 송다은 : 이우경 역 - 우철의 여동생, 정은의 시누이.

### 회사 사람들
- 윤소희 : 신소희 역 - 정은의 회사 계약직 직원
- 김정화 : 오민주 역 - 정은의 첫 회사 입사동기, 직장 동료
- 손경원 : 조부장 역
- 미상 : 인사팀장 역

### 특별 출연
- 성동일

## 시청률
최저 시청률과 최고 시청률은 시청률 조사회사와 지역별로 시청률에 차이가 있을 수 있습니다.
| 2020년      | 2020년      | 2020년         | 2020년       |
| 회차        | 방송일      | AGB 시청률     | AGB 시청률   |
| 회차        | 방송일      | 대한민국(전국) | 서울(수도권) |
| ----------- | ----------- | -------------- | ------------ |
| 제1화       | 5월 4일     | 3.079%         | 3.347%       |
| 제2화       | 5월 5일     | 3.222%         | 3.604%       |
| 평균 시청률 | 평균 시청률 | 3.151%         | 3.476%       |